# 1849 w polityce

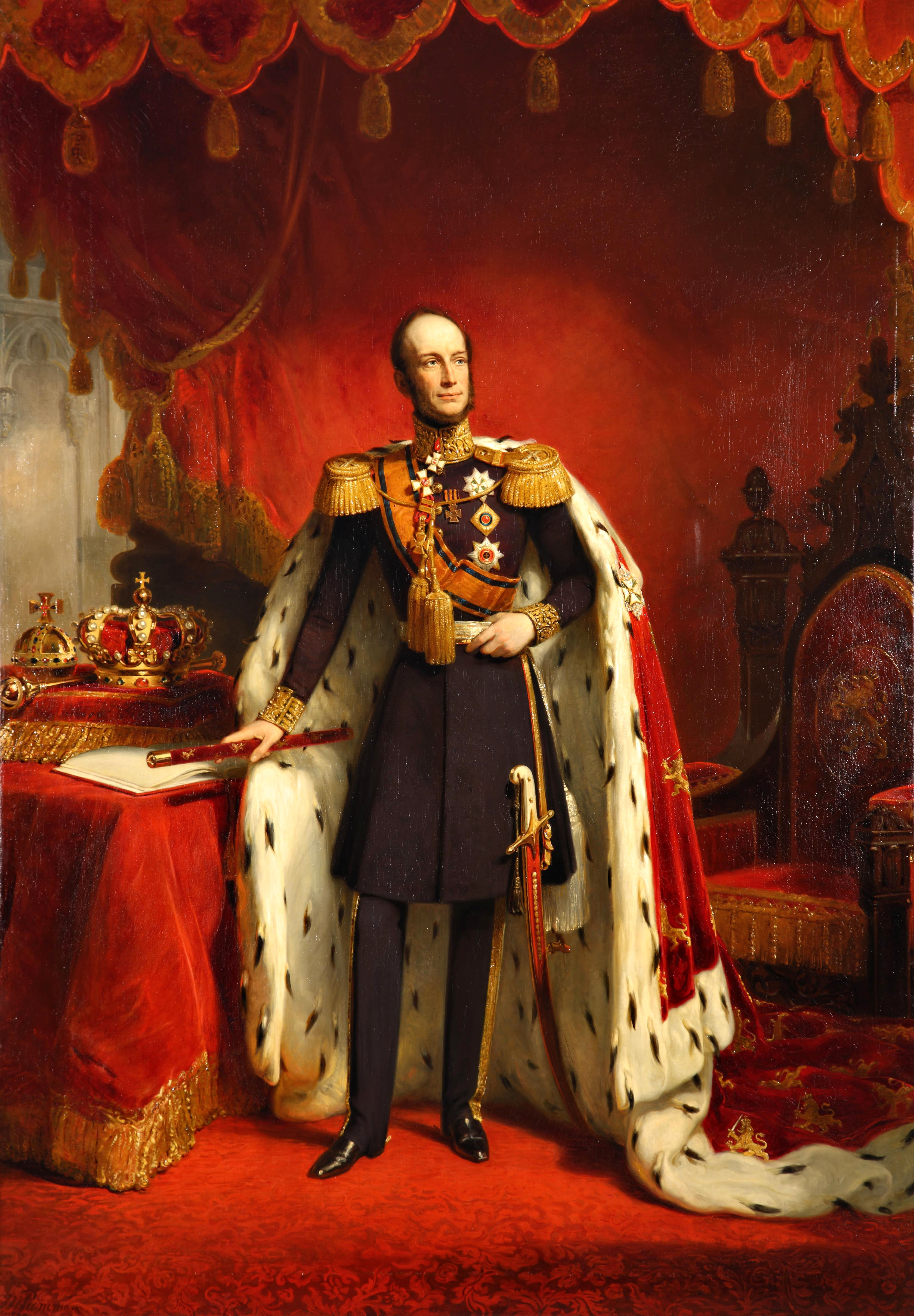
Wilhelm II Holenderski

Wydarzenia polityczne w 1849 roku.

## Wydarzenia
- Armia rosyjska wkracza na Węgry[1].

## Zmarli
- 17 maja Wilhelm II, król Holandii[2].
- 28 maja Stanisław Aleksander Małachowski, generał brygady armii Księstwa Warszawskiego[3].